# Ring gag

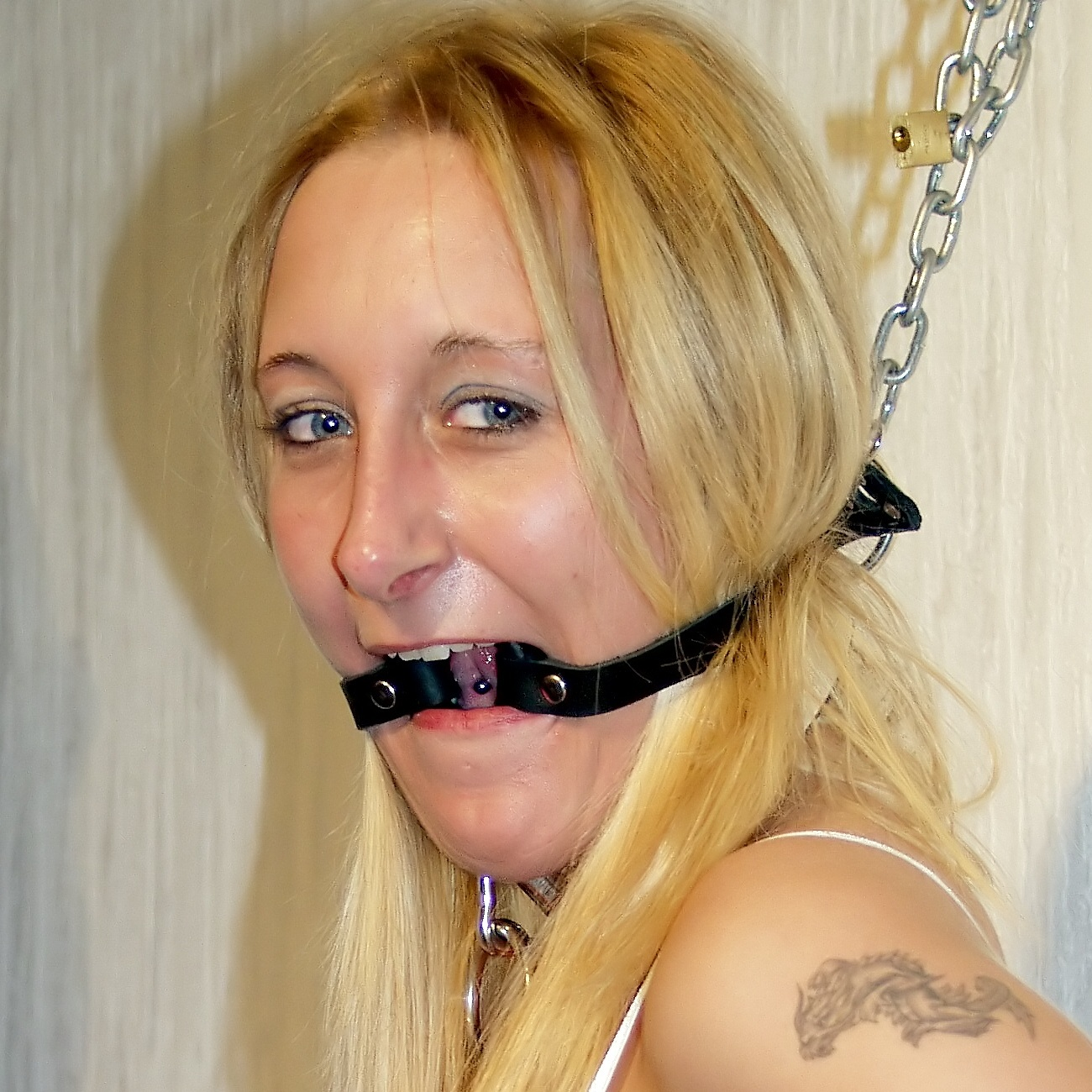

Come per il ball gag, anche il ring gag è un tipo di bavaglio, destinato quindi a limitare o impedire la parola. 
È composto da un anello in metallo o in plastica rivestito di pelle; viene posto verticale dietro le arcate dentarie e mantiene la bocca aperta o completamente spalancata. Inizialmente è un oggetto pensato principalmente per persone che in un'attività sessuale BDSM rivestono il ruolo di slave; successivamente l'utilizzo si è diffuso anche fra persone praticanti sesso tradizionale (ovvero vanilla). 
L'utilizzo del ring gag permette di avere rapporti orali completi, mediante l'inserimento del pene nella bocca del soggetto passivo, senza dover rimuovere questo tipo di bavaglio. In questo caso lo/la slave durante la fellatio, potrà essere sottoposto a ulteriori giochi sadomaso, implicanti ad es. dolore fisico (per es. torture ai capezzoli o altro) senza che il partner possa essere morso in modo involontario. Non potendo chiudere la bocca, il ring gag comporta l'impossibilità, per chi vi è sottoposto, di deglutire la saliva; ciò causa la fuoriuscita dalla bocca della saliva in eccesso (drooling) causando quindi una accresciuta sensazione di umiliazione in chi lo indossa.
A questo aspetto si aggiunge la possibilità di offrire alla persona sottoposta qualsiasi tipo di liquido (come ad es. nella pratica del pissing), senza che essa possa rifiutarlo. Riguardo a questi ultimi aspetti va in ogni caso sottolineato che la comunità BDSM incoraggia i suoi componenti a praticare questi giochi nell'ambito della modalità SSC (sano, sicuro e consensuale); l'utilizzo di tali pratiche in modo non consensuale costituisce a tutti gli effetti una forma di violenza sessuale.